# Maria av Sachsen-Altenburg
Maria av Sachsen-Altenburg, född 1854 i Eisenberg (Thüringen), död 1898 i Kamenz, Schlesien, dotter till Ernst I av Sachsen-Altenburg , preussisk prinsessa; gift 1873 med prins Albrekt av Preussen (1837-1906).
Barn:
- Friedrich Heinrich (1874-1940)
- Joachim Albrecht (1876-1939); gift 1:o 1919 med Marie Blich-Sulzer (1872-1919); gift 2:o i Wien 1920 med Karoline Stockhammer (1891-1952) (skilda 1936)
- Friedrich Wilhelm (1880-1925); gift i Potsdam 1910 med Agathe zu Hohenlohe-Schillingsfürst (1888-1960)